# چهارشنبه خاکستر (فیلم ۱۹۷۳)
«چهارشنبه خاکستر» (انگلیسی: Ash Wednesday) یک فیلم سینمایی آمریکایی در ژانر درام محصول سال ۱۹۷۳ میلادی است. از بازیگران این فیلم می‌توان به الیزابت تیلور، هنری فوندا، و هلموت برگر اشاره کرد.